# Guan

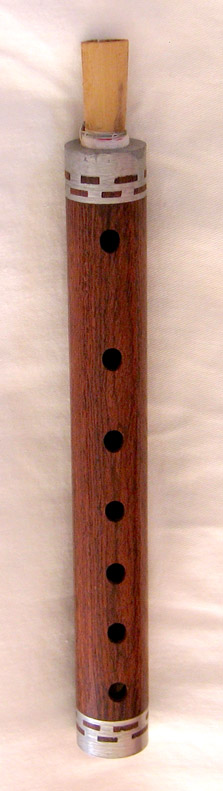
Guan

Guan (chinesisch 管, Pinyin guǎn) ist ein hölzernes Doppelrohrblattinstrument, das in der zeremoniellen chinesischen Musik im Norden China, seltener im Süden verwendet wird. Durch ihre zylindrische Bohrung klingt die guan weicher und eher wie eine Klarinette, im Unterschied zur lauteren chinesischen suona mit einer konischen Bohrung. 
Die guan wird aus Hartholz hergestellt, ist 18 bis 23 Zentimeter lang und besitzt sieben Fingerlöcher und ein Daumenloch. Im Norden Chinas ist sie zudem als  guanzi (chinesisch 管子, Pinyin guǎnzi) bekannt. In der kantonesischen Musik benennt man die guan als houguan und stellt sie in drei Größen aus Bambus her. 
Aufgrund der Doppelblattkonstruktion ist die guan schwierig zu spielen. Die Töne werden vor allem durch den Ansatz des Instruments beeinflusst. Entsprechend gilt in China die Weisheit, dass die Mundorgel sheng in 100 Tagen erlernt werden kann, während man für die guan 1000 Tage benötigt.
Die guan ist mit der koreanischen piri, der japanischen hichiriki, der thailändischen pi nai, der kambodschanischen pi a und der vietnamesischen pile verwandt. Im 20. Jahrhundert entwickelte sich zudem eine größere Version der guan mit metallenen Tasten, die primär in Orchestern zum Einsatz kommt.